# Myrmecina modesta
Myrmecina modesta är en myrart som beskrevs av Mann 1919. Myrmecina modesta ingår i släktet Myrmecina och familjen myror.

## Underarter
Arten delas in i följande underarter:
- M. m. modesta
- M. m. subarmata